# عمر الذيب
عمور الذهيب  (1946 تونس) هو لاعب كرة قدم تونسي.